# Tom Lenk
Thomas „Tom” Loren Lenk  (n. 16 iunie 1976, Camarillo⁠(d), California, SUA) este un actor american de teatru, film și televiziune. Este cel mai cunoscut pentru rolul lui Andrew Wells din serialul de televiziune Buffy, spaima vampirilor și seria spin-off Angel.

## Biografie
Lenk s-a născut în Camarillo, California, ca fiul lui Pam Sherman, o profesoară, și a lui Fred Lenk, un cântăreț la tubă, profesor de muzică la liceu și administratorul rețelei de calculatoare din districtul școlii. A absolvit Adolfo Camarillo High School.  A absolvit University of California, Los Angeles cu un Bachelor of Arts.
Lenk este openly gay.

## Filmografie

### Film
| An   | Film                                                           | Rol                    | Note        |
| ---- | -------------------------------------------------------------- | ---------------------- | ----------- |
| 1997 | Boogie Nights                                                  | Uncle Floyd's Boy #2   |             |
| 1999 | Boy Next Door                                                  | Chris                  |             |
| 2000 | And Then Came Summer                                           | Drunk boy at party     |             |
| 2004 | Window Theory                                                  | Sean                   |             |
| 2004 | Straight-Jacket                                                | Teddy                  |             |
| 2004 | Bandwagon                                                      | Tom Lenk               |             |
| 2005 | Loretta                                                        | Billy                  | Scurtmetraj |
| 2006 | Date Movie                                                     | Frodo                  |             |
| 2006 | The Thirst                                                     | Kronos                 |             |
| 2007 | The Number 23                                                  | Bookstore Clerk        |             |
| 2007 | Equal Opportunity                                              | Thomas the Tank Engine |             |
| 2007 | Transformers                                                   | Analyst                |             |
| 2007 | Walking for the Stars: The Foley Artistry of Nancy Anne Cianci | Mike Rotch             | Scurtmetraj |
| 2007 | Boogeyman 2                                                    | Perry                  |             |
| 2010 | My Girlfriend's Boyfriend                                      | David Young            |             |
| 2012 | The Cabin in the Woods                                         | Ronald                 |             |
| 2012 | Much Ado About Nothing                                         | Verges                 |             |
| 2014 | Such Good People                                               | Logan                  |             |

### Televiziune
| An        | Emisiune                 | Rol                                     | Note                                            |
| --------- | ------------------------ | --------------------------------------- | ----------------------------------------------- |
| 2000      | Judging Amy              | Alan Higgins                            | Episode: "The God Thing"                        |
| 2000–2003 | Buffy the Vampire Slayer | Cyrus (Minion of Harmony), Andrew Wells | Recurring, 27 episodes                          |
| 2001      | Popular                  | Chicken Delivery Guy                    | Episode: "The Brain Game"                       |
| 2001      | Ruling Class             |                                         | Unsold TV-Pilot                                 |
| 2004      | Mystery Girl             |                                         | Unsold UPN TV-Pilot                             |
| 2004      | Angel                    | Andrew Wells                            | Episodes: "Damage", "The Girl in Question"      |
| 2004      | Six Feet Under           | Young Poet                              | Episode: "In Case of Rapture"                   |
| 2004      | Joey                     | Thomas                                  | Episode "Joey and the Big Audition"             |
| 2005      | House, M.D.              | Allen                                   | Episode: "Spin"                                 |
| 2006      | How I Met Your Mother    | Scott                                   | Episode: "Swarley"                              |
| 2007      | Nurses                   | MRI Technician                          | FOX TV-Pilot                                    |
| 2008      | G.I.L.F.                 | Tevor                                   | Web series                                      |
| 2008      | Eli Stone                | WPK Assistant                           | Episode: "Heal the Pain"                        |
| 2008      | Samantha Who?            | Coffee shop clerk                       | Episode: "The Girlfriend" "The Boss"            |
| 2008      | Do Not Disturb           | Victor                                  | Episode: "Pilot"                                |
| 2009      | Trust Me                 | Anti Corporate Idealist                 | Episode: "Odd Man Out"                          |
| 2009      | Nip/Tuck                 | Corey                                   | Episode: "Enigma"                               |
| 2011      | The Guild                | Himself                                 | Episode: "Social Traumas"                       |
| 2011      | Greek                    | Tour Guide Smith                        | Episode: "Legacy"                               |
| 2011      | Psych                    | Lucien                                  | Episode: "This Episode Sucks"                   |
| 2013      | Witches of East End      | Hudson Rafferty                         | Recurring role                                  |
| 2015      | Bones                    | Chris Winfelder                         | Episode: "The Carpals in the Coy-Wolves"        |
| 2016      | Transparent              | Trevor                                  | Episode: "Exciting and New"                     |
| 2016      | Princess Rap Battle      | Flynn                                   | Episode: "Rapunzel & Flynn vs. Anna & Kristoff" |
| 2017      | Fresh Off the Boat       | Roger                                   | Episode: "Pie vs. Cake"                         |

### Teatru
| An   | Piesă de teatru                           | Rol           | Teatru                  | Note                   |
| ---- | ----------------------------------------- | ------------- | ----------------------- | ---------------------- |
| 2009 | Rock of Ages                              | Franz         | Brooks Atkinson Theatre | Replaced Wesley Taylor |
| 2017 | Tilda Swinton Answers an Ad on Craigslist | Tilda Swinton | Celebration Theatre     |                        |